# Ròcafòrt (Cuneo)
Ròcafòrt (italià Roccaforte Mondovì, piemontès Rocafòrt) és un municipi italià, situat a la regió del Piemont. L'any 2007 tenia 2.092 habitants. Està situat a la Val Tàner, dins de les Valls Occitanes. Limita amb els municipis de Briga Alta, Chiusa di Pesio, Frabosa Sotana, Magliano Alpi, Ormea, Pianfei i Villanova Mondovì.

## Administració
| Període | Identitat      | Partit        |
| ------- | -------------- | ------------- |
| 2004-   | Renato Occelli | Llista cívica |